# Pevnina detstva
Pevnina detstva je druhé sólové studiové album Deža Ursinyho. Album vyšlo v roce 1978 u vydavatelství Opus.

## Seznam skladeb
| Pořadí         | Název                       | Délka |
| -------------- | --------------------------- | ----- |
| 1.             | Vtáci                       |       |
| 2.             | Ostrov                      |       |
| 3.             | Privretými očami            |       |
| 4.             | Nové dieťa (Bežím na sever) |       |
| 5.             | Jedného dňa                 |       |
| Celková délka: | Celková délka:              | 37:15 |

## Obsazení
- Dežo Ursiny – zpěv
- Cyril Zeleňák – bicí, perkuse
- Jaroslav Filip – klavír, cembalo
- Anton Jaro – basová kytara
- Dušan Húščava – soprásaxofon, flétna
- Juraj Lehotský – trubka
- Milan Tedla – vedoucí smyčcové skupiny